# 14 września
14 września jest 257. (w latach przestępnych 258.) dniem w kalendarzu gregoriańskim. Do końca roku pozostaje 108 dni.

## Święta
- Imieniny obchodzą: Albert, Bernard, Jan, Matern, Piotr, Racigniew, Radomira, Salustia, Siemomysł, Szymon i Wiktor.
- Autokefaliczny Kościół Prawosławny – początek Nowego Roku Kościelnego
- Nikaragua – Rocznica bitwy o hacjendę San Jacinto
- Wspomnienia i święta w Kościele katolickim[1][2] obchodzą:
  - Podwyższenie Krzyża Świętego
  - bł. Albert Avogadro (biskup, patriarcha Jerozolimy) (karmelitański święty)
  - św. Jan Dufresse (jeden ze 120 męczenników chińskich)
  - św. Maternus z Kolonii (biskup)

## Wydarzenia w Polsce
- 1309 – Malborski zamek został siedzibą wielkiego mistrza, a Malbork stolicą zakonu krzyżackiego.
- 1557 – W Poswolu został zawarty układ między Polską, Litwą i inflancką gałęzią zakonu krzyżackiego skierowany przeciwko Wielkiemu Księstwu Moskiewskiemu.
- 1660 – IV wojna polsko-rosyjska: rozpoczęła się bitwa pod Lubarem.
- 1763 – Na Śląsku władze pruskie wprowadziły ustawy germanizacyjne.
- 1769:
  - Kilkadziesiąt osób zostało zabitych lub ciężko zranionych podczas uroczystości odpustowych w Wielkim Tarpnie (dziś osiedle Grudziądza) w wyniku napaści huzarów pruskich, którzy przybyli z Prabut w celu werbowania ochotników do wojska.
  - Konfederacja barska: stoczono bitwę pod Radominem.
- 1788 – W Warszawie odsłonięto pomnik Jana III Sobieskiego.
- 1897 – Rozpoczęto wydobycie w KWK „Chwałowice” (jako „Donnersmarck-Grube”) w Rybniku.
- 1900 – W okolicach Krosna przeprowadzono manewry wojskowe z udziałem cesarza Austrii Franciszka Józefa I.
- 1903 – Rozpoczęto budowę kościoła św. Antoniego Padewskiego w Rybniku.
- 1913 – Odbył się ingres arcybiskupa metropolity warszawskiego Aleksandra Kakowskiego do archikatedry św. Jana Chrzciciela w Warszawie.
- 1922 – W Poznaniu założono Wielkopolski Klub Bokserski.
- 1923 – Zainaugurował działalność Teatr Nowy (obecnie im. Tadeusza Łomnickiego) w Poznaniu.
- 1929 – Utworzono Centrolew.
- 1939 – Kampania wrześniowa:
  - Na cmentarzu żydowskim w Aleksandrowie Łódzkim Niemcy rozstrzelali 5 Polaków i 26 Żydów.
  - Wehrmacht zajął Gdynię, Konin i Włocławek.
  - Zakończyła się obrona Przemyśla.
  - Zamknęło się niemieckie okrążenie wokół Warszawy.
  - Zwycięstwo wojsk polskich w bitwie pod Boratyczami.
- 1940 – Premiera filmu Złota Maska w reżyserii Jana Fethkego.
- 1944:
  - 45. dzień powstania warszawskiego: oddziały niemieckie natarły na Górny Czerniaków.
  - Oddziały Armii Czerwonej wraz z 1. Dywizją Piechoty im. Tadeusza Kościuszki zdobyły warszawską Pragę, wypierając z niej wojska niemieckie.
- 1953 – Przed Wojskowym Sądem Rejonowym w Warszawie rozpoczął się pokazowy proces biskupa kieleckiego Czesława Kaczmarka i czterech osób z jego kurii.
- 1954 – Dokonano oblotu szybowca SZD-11 Albatros.
- 1964 – Premiera filmu sensacyjnego Prawo i pięść w reżyserii Jerzego Hoffmana i Edwarda Skórzewskiego.
- 1972 – Polska nawiązała stosunki dyplomatyczne z RFN.
- 1986 – 2 osoby zginęły, a 7 zostało rannych w katastrofie kolejowej w Łochowie koło Węgrowa.
- 1993 – Lecący z Frankfurtu nad Menem należący do Lufthansy Airbus A320 rozbił się i stanął w płomieniach podczas lądowania na lotnisku Okęcie w Warszawie, w wyniku czego zginęli drugi pilot i jeden z pasażerów, a 56 osób odniosło obrażenia.
- 2001 – Premiera filmu historycznego Quo vadis w reżyserii Jerzego Kawalerowicza.
- 2003 – Cezary Zamana wygrał 60. Tour de Pologne.
- 2005 – Włodzimierz Cimoszewicz wycofał się ze startu w wyborach prezydenckich.
- 2009 – Ukazało się pierwsze wydanie „Dziennika Gazety Prawnej”.

## Wydarzenia na świecie

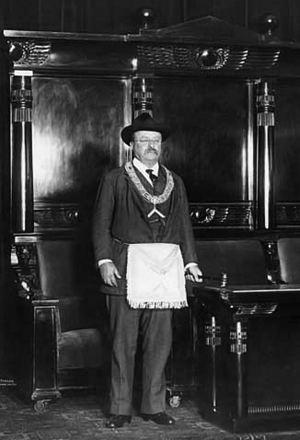
26. prezydent USA Theodore Roosevelt w stroju masońskim

- 81 – Domicjan został cesarzem rzymskim.
- 258 – Biskup Cyprian z Kartaginy został ścięty mieczem za odmowę złożenia ofiary bogom rzymskim.
- 1115 – Zwycięstwo krzyżowców nad Turkami seldżuckimi w bitwie pod Sarminem.
- 1180 – Wojna Gempei w Japonii: stoczono bitwę pod Ishibashiyamą.
- 1210 – Król Jerozolimy Jan z Brienne ożenił się z Marią z Montferratu.
- 1224 – W grocie na szczycie La Verny Franciszek z Asyżu otrzymał święte stygmaty.
- 1262 – Rekonkwista: król Kastylii i Leónu Alfons X Mądry wyzwolił Kadyks spod panowania Maurów.
- 1509 – Około 13 tys. osób zginęło w trzęsieniu ziemi w Konstantynopolu
- 1515 – Wojna o Mediolan: zwycięstwo wojsk francuskich nad szwajcarskimi w bitwie pod Marignano.
- 1522 – IV wojna litewsko-moskiewska: w Moskwie zawarto pięcioletni rozejm na zasadzie uti possidetis, co dla Litwy oznaczało to utratę Smoleńska i ziemi smoleńskiej (ok. 23 tys. km ²), zamieszkanych przez 100 000 ludności. Stronie litewskiej udało się jednak uniemożliwić używanie przez wielkich książąt moskiewskich tytułu książąt smoleńskich. Rozejm ten w 1526 przedłużono na 6 lat i w 1532 na rok.
- 1607 – 99 irlandzkich arystokratów wypłynęło z portu Rathmullan(inne języki) na wygnanie do Hiszpanii po klęsce z Anglikami w wojnie dziewięcioletniej.
- 1641 – Podpisano traktat w Peronne przyznający francuską protekcję księstwu Monako.
- 1741 – Georg Friedrich Händel zakończył pracę nad oratorium Mesjasz.
- 1752 – Imperium brytyjskie przyjęło kalendarz gregoriański.
- 1758 – Brytyjska wojna z Indianami i Francuzami: zwycięstwo Francuzów w bitwie o Fort Duquesne.
- 1763 – Powstanie Pontiaka: zwycięstwo Indian w bitwie pod Devil’s Hole.
- 1793 – I koalicja antyfrancuska: wojska prusko-brunszwickie pokonały rewolucyjną armię francuską w bitwie pod Pirmasens.
- 1806 – Sa’id ibn Sultan został pierwszym sułtanem Omanu i Maskatu.
- 1808 – Wojna rosyjsko-szwedzka: zwycięstwo wojsk rosyjskich w bitwie pod Oravais.
- 1812 – Inwazja na Rosję: Napoleon Bonaparte wkroczył bez walki do opuszczonej przez wojsko i mieszkańców Moskwy. Wybuchł pożar miasta.
- 1814 – Francis Scott Key napisał tekst pieśni Gwiaździsty Sztandar, będącej obecnie hymnem narodowym Stanów Zjednoczonych.
- 1829 – Rosja i Imperium Osmańskie zawarły pokój w Adrianopolu.
- 1846 – W Nepalu doszło do krwawego zamachu stanu pod wodzą Janga Bahadura Rany, który zapoczątkował dynastię premierów Rana.
- 1847 – Wojna amerykańsko-meksykańska: wojska amerykańskie zajęły miasto Meksyk.
- 1852 – Zwodowano brytyjski żaglowo-parowy okręt liniowy HMS „Duke of Wellington”.
- 1856 – Wojna Nikaragui z koalicją państw Ameryki Środkowej: zwycięstwo wojsk koalicji w bitwie o hacjendę San Jacinto.
- 1860:
  - Amerykański astronom James Ferguson odkrył planetoidę (60) Echo.
  - Niemieccy astronomowie Wilhelm Foerster i Oskar Lesser odkryli planetoidę (62) Erato.
- 1862:
  - Miał miejsce tzw. incydent w Namamugi – atak samurajów na czworo Brytyjczyków, z których jeden zginął. Napaść skutkowała 15 sierpnia 1863 roku zbombardowaniem Kagoshimy przez Royal Navy.
  - Wojna secesyjna: zwycięstwo Unionistów w bitwie o South Mountain w stanie Maryland.
- 1863 – Kanadyjski astronom James Watson odkrył planetoidę (79) Eurynome.
- 1865 – W Imperium Rosyjskim powstała Generalna Dyrekcja Prasy wprowadzając ustawy o zniesieniu dotychczasowej cenzury.
- 1867 – W Hamburgu został wydany pierwszy tom Kapitału Karla Marksa.
- 1880 – W Wenezueli ustanowiono Order Oswobodziciela.
- 1890 – Założono grecki klub piłkarski Panionios GSS.
- 1893 – Wojna domowa w Brazylii: zbuntowana przeciwko rządom prezydenta Floriano Peixoto brazylijska flota wojenna zbombardowała ówczesną stolicę kraju – Rio de Janeiro.
- 1901:
  - Niemiecki siłacz Eugen Sandow zorganizował w londyńskiej Royal Albert Hall pierwsze w historii zawody kulturystyczne.
  - Zmarł ranny w zamachu z 6 września prezydent USA William McKinley. Jego następcą został dotychczasowy wiceprezydent Theodore Roosevelt.
- 1903 – W serbskim Kragujevacu założono klub piłkarski FK Šumadija 1903.
- 1906 – Rozpoczęła się holenderska interwencja wojskowa na wyspie Bali.
- 1911 – Premier Rosji Piotr Stołypin został postrzelony w Kijowie przez eserowca Dmitrija Bogrowa, w wyniku czego zmarł 18 września.
- 1912 – Zwodowano francuski niszczyciel „Commandant Bory”.
- 1914 – I wojna światowa:
  - Bitwa pod Trindade między brytyjskim krążownikiem pomocniczym RMS „Carmania” i jego niemieckim odpowiednikiem SMS „Cap Trafalgar”, zakończona zatopieniem jednostki niemieckiej.
  - Po niepowodzeniu niemieckiej ofensywy w bitwie pod Marną, cesarz Wilhelm II Hohenzollern mianował gen. Ericha von Falkenhayna nowym szefem Sztabu Generalnego.
- 1916 – I wojna światowa: taktyczne zwycięstwo połączonych sił francusko-serbsko-rosyjskich nad wojskami bułgarskimi w bitwie pod Małka Nidże (12-14 września).
- 1917:
  - Rosja została ogłoszona republiką.
  - W Brazylii założono miasto Presidente Prudente.
- 1918 – Ukazało się pierwsze wydanie urugwajskiego dziennika „El País”.
- 1920 – W Mińsku otwarto Narodowy Teatr Akademicki im. Janki Kupały.
- 1921 – Piłkarska reprezentacja Gwatemali pokonała 10:1 Honduras w pierwszym w historii obu drużyn oficjalnym meczu międzypaństwowym.
- 1923 – Miguel Primo de Rivera objął dyktatorskie rządy w Hiszpanii.
- 1930 – W wyborach do Reichstagu zwyciężyła SPD (24,53%) przed NSDAP (18,25%) i KPD (13,13%).
- 1932:
  - W katastrofie pociągu z żołnierzami francuskiej Legii Cudzoziemskiej jadącego z Oranu w Algierii do Wadżdy w Maroku zginęło 55 osób, a ponad 300 zostało rannych.
  - W Paryżu został zgilotynowany 37-letni rosyjski emigrant Paul Gorguloff, który 6 maja tego roku postrzelił śmiertelnie urzędującego prezydenta Francji Paula Doumera.
- 1934 – Założono linie lotnicze Aeroméxico.
- 1936 – Hiszpańska wojna domowa: wojska republikańskie rozpoczęły oblężenie sanktuarium Nuestra Señora de la Cabeza.
- 1940 – W odwecie za śmierć w przypadkowej eksplozji swoich dwóch współtowarzyszy węgierscy żołnierze dokonali w miejscowości Ip, leżącej na przejętym niedawno przez Węgry na mocy postanowień drugiego arbitrażu wiedeńskiego północnym Siedmiogrodzie, masakry ok. 150 etnicznych Rumunów.
- 1941:
  - Poświęcono cerkiew Zwiastowania w chińskim Harbinie.
  - W hiszpańskiej Maladze otwarto Stadion La Rosaleda.
- 1942:
  - Bitwa o Atlantyk: koło Spitsbergenu brytyjskie okręty zatopiły niemiecki okręt podwodny U-589 wraz z 44-osobową załogą i 4 uratowanymi wcześniej pilotami Luftwaffe; płynący w eskorcie konwoju ON 127 kanadyjski niszczyciel HMCS „Ottawa” został storpedowany i zatopiony przez niemiecki okręt podwodny U-91, w wyniku czego zginęło 114 członków załogi (w tym dowódca), a 69 rozbitków uratowały okoliczne jednostki.
  - II wojna światowa w Afryce: klęską zakończyła się aliancka próba wysadzenia desantu w Tobruku w ramach operacji „Agreement” (13-14 września).
- 1943 – Dobri Bożiłow został premierem Bułgarii.
- 1944 – Front zachodni: wojska amerykańskie wyzwoliły Maastricht w Holandii.
- 1946 – W referendum na Wyspach Owczych większość głosujących opowiedziała się za pozostaniem w unii z Danią.
- 1948 – W wyniku zderzenia dwóch pociągów koło Daejeon w Korei Południowej zginęło 40 osób, a 60 zostało rannych, w większości żołnierzy amerykańskich.
- 1949 – W Monachium otwarto Międzynarodową Bibliotekę Młodzieżową (IJB).
- 1952 – Saëb Salam został premierem Libanu.
- 1954 – W trakcie manewrów Armii Radzieckiej na poligonie Tockoje koło Czkałowa (obecnie Orenburg) zdetonowano bombę atomową, co naraziło 45 tys. żołnierzy i więźniów na napromieniowanie.
- 1958:
  - W Colombey-les-Deux-Églises po raz pierwszy spotkali się premier i przyszły prezydent Francji Charles de Gaulle i kanclerz RFN Konrad Adenauer.
  - Zwodowano holenderski transatlantyk „Rotterdam”.
- 1960:
  - Płk Joseph Mobutu obalił przy poparciu prezydenta Josepha Kasavubu premiera Demokratycznej Republiki Konga Patrice’a Lumumbę.
  - Powołano Organizację Krajów Eksportujących Ropę Naftową (OPEC).
- 1968 – Została wystrzelona radziecka sonda księżycowa Zond 5.
- 1970 – Papież Paweł VI podjął decyzję o rozwiązaniu Gwardii Palatyńskiej i Gwardii Szlacheckiej.
- 1971 – Po raz ostatni uzyskano łączność z łazikiem księżycowym Łunochod 1.
- 1973 – Na Łotwie utworzono pierwszy w kraju Park Narodowy „Gauja”.
- 1974:
  - Amerykański astronom pochodzenia polskiego Charles Kowal odkrył Ledę, jeden z księżyców Jowisza.
  - Uruchomiono pierwszą linię metra w São Paulo.
- 1975 – Papież Paweł VI kanonizował pierwszą w historii Amerykankę Elżbietę Seton.
- 1978 – Wystrzelono radziecką sondę wenusjańską Wenera 12.
- 1979:
  - W katastrofie lecącego z Alghero do Cagliari na Sardynii należącego do linii Aero Trasporti Italiani samolotu McDonnell Douglas DC-9 zginęło wszystkich 31 osób na pokładzie.
  - Został obalony i zamordowany prezydent Afganistanu Nur Mohammad Taraki. Nowym prezydentem został Hafizullah Amin.
- 1980:
  - Ignacy Zakka I Iwas został patriarchą Syryjskiego Kościoła Ortodoksyjnego.
  - Odsłonięto Pomnik Katyński w Toronto.
  - W katastrofie saudyjskiego samolotu wojskowego Lockheed C-130 Hercules podczas podchodzenia do lądowania w Medynie zginęło 89 osób.
- 1981 – Papież Jan Paweł II ogłosił encyklikę Laborem exercens.
- 1982 – Prezydent Libanu Baszir al-Dżumajjil został zamordowany przez prosyryjskiego bojówkarza.
- 1986 – 5 osób zginęło, a 26 zostało rannych w zamachu bombowym dokonanym przez agentów północnokoreańskich w Porcie lotniczym Seul-Gimpo.
- 1990 – Komunistyczna Partia Łotwy zmieniła nazwę na Łotewska Demokratyczna Partia Pracy.
- 1997 – Około 100 osób zginęło w katastrofie kolejowej w stanie Madhya Pradesh w środkowych Indiach.
- 1998 – Papież Jan Paweł II ogłosił encyklikę Fides et ratio.
- 1999 – Kiribati, Nauru i Tonga zostały przyjęte do Organizacji Narodów Zjednoczonych.
- 2000 – Premiera systemu operacyjnego Microsoft Windows Me.
- 2003:
  - Obywatele Estonii opowiedzieli się w referendum za przystąpieniem do Unii Europejskiej.
  - Obywatele Szwecji odrzucili w referendum możliwość zastąpienia korony szwedzkiej wspólną europejską walutą euro.
  - W wojskowym zamachu stanu został obalony prezydent Gwinei Bissau Kumba Ialá.
- 2005:
  - 160 osób zginęło, a 570 zostało rannych w serii zamachów terrorystycznych przeprowadzonych w Bagdadzie.
  - Rozpoczął się Światowy Szczyt Organizacji Narodów Zjednoczonych w Nowym Jorku.
- 2007:
  - Na mocy decyzji papieża Benedykta XVI wyrażonej w motu proprio Summorum Pontificum z dnia 7 lipca 2007 roku, przywrócona została możliwość sprawowania mszy św. w rycie trydenckim bez wcześniejszej zgody biskupa diecezjalnego.
  - Wystrzelono japońską sondę księżycową Kaguya.
- 2008:
  - 88 osób zginęło w katastrofie lotu Aerofłot 821 w pobliżu Permu w Rosji.
  - Otwarto stadion Dnipro Arena w Dniepropetrowsku (obecnie Dniepr) na Ukrainie.
- 2009 – Partia Pracy premiera Jensa Stoltenberga wygrała wybory parlamentarne w Norwegii.
- 2010:
  - José Antonio Chang Escobedo został premierem Peru.
  - W Australii powstał drugi rząd Julii Gillard.
- 2011 – 15 osób zginęło, a 20 zostało rannych w zamachu bombowym na autokar przewożący żołnierzy w irackiej Falludży.
- 2013:
  - 27 osób zginęło, a 50 zostało rannych w samobójczym zamachu bombowym na uczestników pogrzebu w irackim Mosulu.
  - Po raz pierwszy wystrzelono japońską rakietę nośną Epsilon, która wyniosła na orbitę okołoziemską satelitę SPRINT-A.
- 2014 – Opozycyjni socjaldemokraci wygrali wybory parlamentarne w Szwecji.
- 2015 – Po raz pierwszy w historii udało się zarejestrować fale grawitacyjne. Obserwacja została dokonana przez oba detektory LIGO w stanach Luizjana i Waszyngton jednocześnie[3][4].
- 2016 – Słoweniec Aleksander Čeferin został wybrany na prezydenta UEFA.
- 2017 – Halimah Yacob objęła, jako pierwsza kobieta, urząd prezydenta Singapuru.
- 2022 – Podczas programu dowolnego w zawodach U.S. International Classic 2022 w Lake Placid reprezentant USA Ilia Malinin wykonał, jako pierwszy łyżwiarz w historii, poczwórnego axla.

## Urodzili się
- 1335 – Aldobrandino III d’Este, senior Ferrary i Modeny (zm. 1361)
- 1388 – Claudius Clavus, duński geograf (zm. ?)
- 1401 – Maria Kastylijska, królowa Aragonii, Sardynii, Korsyki i Neapolu (zm. 1458)
- 1460 – Bernardino Fungai, włoski malarz (zm. 1516)
- 1486 – Heinrich Cornelius Agrippa, niemiecki mag, okultysta, astrolog, alchemik, filozof (zm. 1535)
- 1502 – Ludwik II Wittelsbach, palatyn i książę Palatynatu-Zweibrücken (zm. 1532)
- 1531 – Philipp Apian, niemiecki matematyk, kartograf, lekarz (zm. 1589)
- 1543 – Claudio Acquaviva, włoski jezuita, generał zakonu (zm. 1615)
- 1544 – Stanisław Reszka, polski duchowny katolicki, opat jędrzejowski, kanonik warmiński, pisarz, dyplomata, sekretarz królewski, protonotariusz apostolski (zm. 1600)
- 1547 – Johan van Oldenbarnevelt, holenderski polityk (zm. 1619)
- 1580 – Francisco de Quevedo, hiszpański pisarz (zm. 1645)
- 1605 – Brynjólfur Sveinsson, islandzki duchowny protestancki, biskup Skálholt, bibliofil (zm. 1675)
- 1607 – Karol Habsburg, infant portugalski i hiszpański, arcyksiążę austriacki (zm. 1632)
- 1610 – Carlo Cerri, włoski duchowny katolicki, biskup Ferrary, kardynał (zm. 1690)
- 1618 – Peter Lely, angielski malarz, rysownik, kolekcjoner pochodzenia holenderskiego (zm. 1680)
- 1632 – Franciszek Hiacynt, książę Sabaudii (zm. 1638)
- 1674 – Giovanni Antonio Guadagni, włoski duchowny katolicki, karmelita bosy, biskup Porto-Santa Rufina, wikariusz generalny Rzymu, kardynał, Sługa Boży (zm. 1759)
- 1698 – Charles-François de Cisternay Du Fay, francuski chemik, fizyk (zm. 1739)
- 1713 – Johan Kies, niemiecki astronom (zm. 1781)
- 1727 – Francesco Mantica, włoski kardynał (zm. 1802)
- 1733 – Franciszek Ludwik Hébert, francuski duchowny katolicki, męczennik, błogosławiony (zm. 1792)
- 1737 – Michael Haydn, austriacki kompozytor (zm. 1806)
- 1755 – William Bradford, amerykański prawnik, wojskowy, polityk (zm. 1795)
- 1760 – (lub 8 września) Luigi Cherubini, włoski kompozytor (zm. 1842)
- 1769 – Alexander von Humboldt, niemiecki przyrodnik, podróżnik (zm. 1859)
- 1774 – William Bentinck, brytyjski polityk kolonialny (zm. 1839)
- 1783 – Zygmunt Anczyc, polski aktor teatralny, tłumacz i dramaturg (zm. 1855)
- 1800 – Kalikst Horoch, polski ziemianin, uczestnik powstania listopadowego (zm. 1883)
- 1804 – John Gould, brytyjski ornitolog (zm. 1881)
- 1807 – Daniel Tarbox Jewett, amerykański prawnik, polityk, senator (zm. 1906)
- 1808 – Rodolfo Amando Philippi, niemiecko-chilijski paleontolog, botanik, malakolog, zoolog (zm. 1904)
- 1810 – Innocenzo Ferrieri, włoski kardynał, nuncjusz apostolski (zm. 1887)
- 1817:
  - Stefan Wiktor Habsburg, arcyksiążę austriacki, palatyn Węgier (zm. 1867)
  - Theodor Storm, niemiecki prozaik, poeta (zm. 1888)
- 1820 – Václav Levý, czeski rzeźbiarz (zm. 1870)
- 1834:
  - Władysław Florkiewicz, polski lekarz (zm. 1902)
  - Purnananda, indyjski jogin, założyciel i pierwszy guru tradycji adźapajoga (zm. 1928)
- 1837 – Ludwik Mycielski, polski ziemianin, rotmistrz, uczestnik powstania styczniowego (zm. 1863)
- 1839 – Károly Kétly, węgierski lekarz (zm. 1927)
- 1847:
  - Pawieł Jabłoczkow, rosyjski elektrotechnik, inżynier, wynalazca (zm. 1894)
  - Carl Ernst Morgenstern, niemiecki malarz, grafik (zm. 1928)
- 1848:
  - Adolf Albin, rumuński szachista, dziennikarz (zm. 1920)
  - Filippo Camassei, włoski duchowny katolicki, kardynał, łaciński patriarcha Jerozolimy (zm. 1921)
- 1849 – Aleksander Teofil Lipiński, polski inżynier kolejowy (zm. 1897)
- 1850 – Ignacy Petelenz, polski zoolog, pedagog, polityk (zm. 1911)
- 1851 – Octave Uzanne, francuski pisarz, bibliofil, wydawca, dziennikarz (zm. 1931)
- 1853:
  - Michał Ludwik Dobrowolski, polski farmaceuta, publicysta, przemysłowiec (zm. 1929)
  - Marc-Émile Ruchet, szwajcarski polityk, prezydent Szwajcarii (zm. 1912)
- 1854 – Napoleon Cybulski, polski lekarz, fizjolog (zm. 1919)
- 1857:
  - Alice Stone Blackwell, amerykańska feministka, emancypantka, dziennikarka (zm. 1950)
  - Ermete Zacconi, włoski aktor (zm. 1948)
- 1859:
  - Jānis Čakste, łotewski polityk, prezydent Łotwy (zm. 1927)
  - Tadeusz Zieliński, polski filolog klasyczny, historyk kultury, tłumacz (zm. 1944)
- 1860:
  - Hamlin Garland, amerykański pisarz (zm. 1940)
  - Dimityr Geszow, bułgarski generał piechoty (zm. 1922)
- 1861 – Martin Rønne, norweski marynarz, polarnik (zm. 1932)
- 1862:
  - Wilfred Bolton, angielski rugbysta (zm. 1930)
  - Giulio Salvadori, włoski poeta, krytyk literacki, Sługa Boży (zm. 1928)
  - Zofia Stankiewicz, polska malarka, graficzka (zm. 1955)
- 1863 – Michał Arcichowski, polski samorządowiec, polityk, poseł na Sejm RP (zm. 1937)
- 1864 – Robert Cecil, brytyjski arystokrata, prawnik, dyplomata, polityk, laureat Pokojowej Nagrody Nobla (zm. 1958)
- 1865 – Karl Patsch, austriacki historyk, archeolog, slawista (zm. 1945)
- 1868 – Arthur Gore, brytyjski arystokrata, dowódca wojskowy, polityk (zm. 1958)
- 1869 – Franciszek Bardel, polski prawnik, adwokat, polityk, minister rolnictwa i dóbr państwowych (zm. 1941)
- 1871 – Karl Joseph Schulte, niemiecki duchowny katolicki, arcybiskup Kolonii, kardynał (zm. 1941)
- 1872 – Mateusz Manterys, polski działacz społeczny, żołnierz, polityk (zm. 1946)
- 1875 – Arthur Stanley, brytyjski arystokrata, polityk (zm. 1931)
- 1876 – Stanisław Gałek, polski malarz, rzeźbiarz, projektant kilimów (zm. 1961)
- 1877 – Tadeusz Sinko, polski filolog klasyczny, hellenista (zm. 1966)
- 1878:
  - Władysław Czapliński, polski rzeźbiarz (zm. 1929)
  - Filip Ripoll Morata, hiszpański duchowny katolicki, męczennik, błogosławiony (zm. 1939)
  - Bronisław Piątkiewicz, polski geodeta, wykładowca akademicki (zm. 1966)
- 1879:
  - Andreas Brecke, norweski żeglarz sportowy (zm. 1952)
  - Krsta Cicvarić, serbski pisarz, dziennikarz (zm. 1944)
  - Margaret Sanger, amerykańska feministka (zm. 1966)
- 1880 – Archie Hahn, amerykański lekkoatleta, sprinter (zm. 1955)
- 1882 – Jan Bobrzyński, polski publicysta, polityk (zm. 1951)
- 1883:
  - Richard Gerstl, austriacki malarz pochodzenia żydowskiego (zm. 1908)
  - Alexander Meissner, austriacki inżynier, radiotechnik (zm. 1958)
- 1884:
  - Fabian Abrantowicz, białoruski duchowny katolicki, egzarcha apostolski Harbinu (zm. 1946)
  - Julian Ajzner, polski lekarz chirurg pochodzenia żydowskiego (zm. 1963)
  - Ludomir Sawicki, polski geograf, podróżnik (zm. 1928)
- 1885:
  - Vittorio Gui, włoski dyrygent, kompozytor (zm. 1975)
  - Ludwig Hilberseimer, niemiecki architekt, urbanista, publicysta (zm. 1967)
- 1886:
  - Helena Bursche, polska nauczycielka, działaczka społeczna (zm. 1975)
  - Erich Höpner, niemiecki generał pułkownik (zm. 1944)
  - Stanley Ketchel, amerykański bokser pochodzenia polskiego (zm. 1910)
  - Jan Masaryk, czechosłowacki polityk, minister spraw zagranicznych (zm. 1948)
- 1887:
  - Paweł Andrejew, polski adwokat pochodzenia rosyjskiego (zm. 1942)
  - Paweł Kochański, polski skrzypek pochodzenia żydowskiego (zm. 1934)
- 1888:
  - Osvald Moberg, szwedzki gimnastyk (zm. 1933)
  - Jan Samsonowicz, polski geolog (zm. 1959)
- 1889:
  - María Capovilla, ekwadorska superstulatka (zm. 2006)
  - Carroll John Daly, amerykański pisarz (zm. 1958)
  - Leon Prusak, polski neurolog, psychiatra (zm. 1968)
- 1890 – Halina Gallowa, polska aktorka, reżyserka teatralna (zm. 1974)
- 1891 – Husajn Hidżazi, egipski piłkarz (zm. 1961)
- 1892:
  - Casemiro Amaral, brazylijski piłkarz, bramkarz pochodzenia portugalskiego (zm. 1939)
  - María de la Purificación Vidal Pastor, hiszpańska działaczka Akcji Katolickiej, męczennica, błogosławiona (zm. 1936)
- 1893:
  - Bronisław Kotlarski, polski podporucznik, kupiec, radny miejski (zm. 1939)
  - Kazimierz Zarębski, polski major uzbrojenia, działacz niepodległościowy (zm. 1962)
- 1894 – Leon Suchorzewski, polski rolnik, polityk, burmistrz Włodzimierza Wołyńskiego, poseł na Sejm RP (zm. 1970)
- 1895:
  - Eugeniusz Dreszer, polski porucznik, legionista (zm. 1914)
  - Adolf Maresch, polski oficer, kawaler Orderu Virtuti Militari (zm. ?)
- 1896 – Mieczysław Kamberski, polski porucznik piechoty, ogrodnik, przedsiębiorca (zm. 1962)
- 1898:
  - Franco Abbiati, włoski historyk i krytyk muzyczny (zm. 1981)
  - Oliver von Beaulieu-Marconnay, niemiecki pilot wojskowy, as myśliwski (zm. 1918)
- 1899 – Hal B. Wallis, amerykański producent filmowy pochodzenia żydowskiego (zm. 1986)
- 1900 – Xingó, brazylijski piłkarz (zm. ?)
- 1901:
  - Marie Brožová, czeska aktorka teatralna, filmowa i telewizyjna (zm. 1987)
  - Alex James, szkocki piłkarz (zm. 1953)
  - Andriej Własow, radziecki generał, założyciel kolaboracyjnej Rosyjskiej Armii Wyzwoleńczej (zm. 1946)
- 1902:
  - Harry Holm, duński gimnastyk (zm. 1987)
  - Nikołaj Kamow, radziecki konstruktor lotniczy (zm. 1973)
- 1903:
  - Herberts Bērtulsons, łotewski narciarz alpejski, polityk (zm. 1942)
  - Aleksander Jędrzejewski, polski malarz, scenograf, pedagog (zm. 1974)
  - Maria Żabczyńska, polska aktorka (zm. 1981)
- 1904:
  - Frank Amyot, kanadyjski kajakarz, kanadyjkarz (zm. 1962)
  - Siemion Ignatjew, radziecki wysoki funkcjonariusz służby bezpieczeństwa i wywiadu (zm. 1983)
  - Józef Mazurkiewicz, polski historyk prawa (zm. 1977)
  - Józef Pukowiec, polski działacz harcerski, członek ruchu oporu (zm. 1942)
  - Zoran Rant, słoweński inżynier, naukowiec (zm. 1972)
  - Eugeniusz Rawski, polski aktor (zm. 1975)
  - Wincenty Lesław Wiśniewski, polski zoolog, parazytolog (zm. 1958)
- 1906:
  - Bronisław Brok, polski poeta, autor tekstów piosenek, aktor, reżyser filmowy pochodzenia żydowskiego (zm. 1975)
  - Flávio Costa, brazylijski piłkarz, trener (zm. 1999)
  - Jan Diddens, belgijski piłkarz (zm. 1972)
  - Jaroslav Průšek, czeski sinolog (zm. 1980)
  - Kazimierz Witaszewski, polski włókniarz, generał dywizji, polityk, prezydent Łodzi, poseł na Sejm PRL (zm. 1992)
- 1907:
  - Solomon Asch, amerykański psycholog pochodzenia żydowskiego (zm. 1996)
  - Cecil Brown, amerykański korespondent wojenny (zm. 1987)
- 1908 – Aleksander Kowalski, polski pułkownik, polityk, poseł na Sejm Ustawodawczy (zm. 1951)
- 1910:
  - Gaston Defferre, francuski polityk, minister, mer Marsylii (zm. 1986)
  - Michał Gutowski, polski generał brygady, jeździec sportowy (zm. 2006)
  - Jack Hawkins, brytyjski aktor (zm. 1973)
  - Ignacy Antoni II Hayek, syryjski duchowny katolicki, patriarcha Antiochii (zm. 2007)
  - Rolf Liebermann, szwajcarski kompozytor, dyrektor instytucji muzycznych (zm. 1999)
- 1911:
  - Leslie Graham, brytyjski motocyklista wyścigowy (zm. 1953)
  - Anthony Greenwood, brytyjski polityk (zm. 1982)
- 1912:
  - Otto von Fircks, niemiecki polityk (zm. 1989)
  - Gali Mazitow, radziecki podpułkownik, nawigator lotniczy (zm. 1993)
- 1913:
  - Jacobo Arbenz Guzmán, gwatemalski polityk, prezydent Gwatemali (zm. 1971)
  - Jan Szczepański, polski socjolog, pisarz (zm. 2004)
  - Severino Varela, urugwajski piłkarz (zm. 1995)
- 1914:
  - Manlio Di Rosa, włoski florecista (zm. 1989)
  - Pietro Germi, włoski aktor, reżyser i scenarzysta filmowy (zm. 1974)
  - Clayton Moore, amerykański aktor (zm. 1999)
  - Michał Spisak, polski kompozytor (zm. 1965)
- 1915:
  - Czesław Blajda, polski geograf, etnograf, historyk (zm. 1995)
  - Mack Hellings, amerykański kierowca wyścigowy (zm. 1951)
- 1916:
  - Luis Corvalán, chilijski polityk, sekretarz generalny Komunistycznej Partii Chile (zm. 2010)
  - Cledwyn Hughes, brytyjski polityk (zm. 2001)
  - Augustyn Jankowski, polski benedyktyn, biblista, opat klasztoru w Tyńcu (zm. 2005)
  - Jekatierina Zielenko, radziecka pilotka wojskowa (zm. 1941)
- 1917:
  - Heinrich Ehrler, niemiecki pilot wojskowy, as myśliwski (zm. 1945)
  - Takashi Shirozu, japoński entomolog (zm. 2004)
- 1918:
  - Georges Berger, belgijski kierowca wyścigowy (zm. 1967)
  - Krystyna Dobrowolska, polska reżyserka i scenarzystka filmowa, pisarka (zm. 2001)
  - Stanisław Frenkiel, polski malarz (zm. 2001)
  - Kazimierz Iwiński, polski aktor (zm. 2012)
  - Andrzej Kruczyński, polski aktor (zm. 2008)
  - Cachao López, kubański muzyk, pionier mambo (zm. 2008)
- 1919 – Hieronim Sobczak, polski bokser (zm. 1951)
- 1920:
  - Mario Benedetti, urugwajski prozaik, poeta, dziennikarz (zm. 2009)
  - Krystyna Bunsch-Gruchalska, polska malarka, poetka (zm. 2013)
  - Johannes Irmscher, niemiecki historyk, badacz antyku, bizantynolog (zm. 2000)
  - Lawrence Klein, amerykański ekonomista, laureat Nagrody Banku Szwecji im. Alfreda Nobla w dziedzinie ekonomii pochodzenia żydowskiego (zm. 2013)
- 1921:
  - Paulo Evaristo Arns, brazylijski duchowny katolicki, arcybiskup São Paulo, kardynał (zm. 2016)
  - Helmut Bantz, niemiecki gimnastyk (zm. 2004)
  - Henry Cockburn, angielski piłkarz (zm. 2004)
  - Ri Ŭl Sŏl, północnokoreański dowódca wojskowy, polityk (zm. 2015)
  - Stanisław Sieradzki, polski żołnierz AK, uczestnik powstania warszawskiego (zm. 2009)
  - Michail Wardakas, grecki polityk, eurodeputowany (zm. 1998)
  - Zizinho, brazylijski piłkarz (zm. 2002)
- 1923:
  - Carl-Erik Asplund, szwedzki łyżwiarz szybki (zm. 2024)
  - Jim Healy, amerykański komentator sportowy (zm. 1994)
  - Kenny Rollins, amerykański koszykarz (zm. 2012)
  - Glen Garfield Williams, brytyjski duchowny baptystyczny, działacz ekumeniczny, sekretarz generalny Konferencji Kościołów Europejskich (zm. 1994)
- 1924:
  - Jaroslav Škarvada, czeski duchowny katolicki, biskup tytularny Litomyśla, biskup pomocniczy praski (zm. 2010)
  - Zdzisław Umiński, polski prozaik, publicysta, krytyk literacki, dziennikarz, oficer AK (zm. 2004)
- 1925:
  - Jadwiga Bałtakis, polska psycholog, działaczka społeczna, polityk, senator RP (zm. 2018)
  - Winston Cenac, polityk z Saint Lucia, premier (zm. 2004)
  - Lee Bum-suk, południowokoreański polityk (zm. 1983)
  - Rick Reinert, amerykański twórca filmów animowanych (zm. 2018)
  - Wiktor Zin, polski architekt, rysownik, felietonista, generalny konserwator zabytków (zm. 2007)
- 1926:
  - Michel Butor, francuski pisarz (zm. 2016)
  - María del Carmen Franco, hiszpańska arystokratka, biografka (zm. 2017)
  - Dżon Ter-Tatewosjan, ormiański kompozytor (zm. 1988)
  - Mihály Tóth, węgierski piłkarz (zm. 1990)
  - Alejandro Ulloa, hiszpański aktor (zm. 2002)
  - Hans-Georg Unger, niemiecki inżynier elektrotechnik, wykładowca akademicki (zm. 2022)
- 1927:
  - Edmund Homa, polski architekt (zm. 2017)
  - Boniface Tshosa Setlalekgosi, botswański duchowny katolicki, biskup Gaborone (zm. 2019)
  - Edmund Szoka, amerykański duchowny katolicki, arcybiskup Detroit, kardynał pochodzenia polskiego (zm. 2014)
  - Henryk Zalesiński, polski aktor (zm. 2017)
  - Barbara Zmysłowska, polska sanitariuszka, żołnierz AK, uczestniczka powstania warszawskiego (zm. 1944)
- 1928:
  - Patsy King, australijska aktorka
  - Leszek Kuźnicki, polski biolog (zm. 2023)
  - Humberto Maturana, chilijski filozof, biolog, fenomenolog, cybernetyk (zm. 2021)
  - Günther Landgraf, niemiecki fizyk (zm. 2006)
  - Tadeusz Myślik, polski dziennikarz, polityk, poseł na Sejm PRL (zm. 2011)
- 1929:
  - Stanisław Grabowski, polski reżyser filmów dokumentalnych, pedagog (zm. 2000)
  - Daniel Haller, amerykański reżyser i producent filmowy (zm. 2024)
  - Theunis van Schalkwyk, południowoafrykański bokser (zm. 2006)
  - Janusz Szpotański, polski poeta, satyryk, krytyk i teoretyk literatury, tłumacz, szachista (zm. 2001)
- 1930:
  - Jerzy Bereś, polski rzeźbiarz, plastyk (zm. 2012)
  - Ryszard Bielawski, polski entomolog, doktor nauk przyrodniczych
  - Allan Bloom, amerykański filozof polityczny pochodzenia żydowskiego (zm. 1992)
  - Anton Donczew, bułgarski pisarz (zm. 2022)
  - George V. Hansen, amerykański polityk (zm. 2014)
  - Peter Rösch, szwajcarski piłkarz, trener (zm. 2006)
  - Adam Smelczyński, polski strzelec sportowy (zm. 2021)
- 1931:
  - Pavel Blatný, czeski kompozytor i pianista (zm. 2021)
  - Alain Cavalier, francuski reżyser i scenarzysta filmowy
  - Ivan Klíma, czeski prozaik, dramatopisarz
  - Halina Ogarek-Czoj, polska koreanistka, tłumaczka, wykładowczyni (zm. 2004)
- 1932:
  - Josh Culbreath, amerykański lekkoatleta, płotkarz (zm. 2021)
  - Žarko Domljan, chorwacki filolog, redaktor, polityk (zm. 2020)
  - John Tembo, malawijski filozof, polityk, minister finansów (zm. 2023)
- 1933:
  - Girolamo Sirchia, włoski lekarz i polityk, parlamentarzysta
  - Ingo Swann, amerykański parapsycholog, jasnowidz, medium, pisarz, malarz (zm. 2013)
  - Włodzimierz Wójcicki, polski szablista (zm. 2017)
- 1934:
  - Eddie Clamp, angielski piłkarz (zm. 1995)
  - Ramiro Díaz Sánchez, hiszpański duchowny katolicki, wikariusz apostolski Machiques
  - Andrzej Kozak, polski aktor
  - Kate Millett, amerykańska filozof, feministka (zm. 2017)
- 1935:
  - Fujio Akatsuka, japoński twórca mang komicznych (zm. 2008)
  - Henryk Kurta, polski dziennikarz, pisarz, publicysta, scenarzysta komiksów, tłumacz (zm. 1993)
  - Paul Ri Moun-hi, południowokoreański duchowny katolicki, arcybiskup Daegu (zm. 2021)
  - Salomon Nahmad, meksykański archeolog, antropolog
  - Andrzej Nowak, polski lekarz internista (zm. 2019)
- 1936:
  - Walter Koenig, amerykański aktor, reżyser i scenarzysta filmowy pochodzenia żydowskiego
  - Ferid Murad, amerykański farmakolog, wykładowca akademicki, laureat Nagroda Nobla pochodzenia albańskiego (zm. 2023)
- 1937:
  - Jan Astriab, polski kompozytor, pedagog (zm. 2005)
  - Mircea Pavlov, rumuński szachista
  - Renzo Piano, włoski architekt
- 1938:
  - Amado Avendaño, meksykański dziennikarz, polityk (zm. 2004)
  - Marcin Stajewski, polski scenograf
  - Tiziano Terzani, włoski dziennikarz (zm. 2004)
- 1939:
  - Maria Barucka, polska pedagog, polityk, poseł na Sejm RP
  - Vito Gnutti, włoski przedsiębiorca, polityk (zm. 2008)
  - Mieczysław Gulcz, polski ekonomista (zm. 2018)
  - Pierluigi Pizzaballa, włoski piłkarz, bramkarz
  - Renato Scarpa, włoski aktor (zm. 2021)
- 1940:
  - Larry Brown, amerykański koszykarz, trener pochodzenia żydowskiego
  - Andrzej Werner, polski krytyk filmowy i literacki (zm. 2025)
- 1941:
  - Arlette Farge, francuska historyk, wykładowczyni akademicka
  - Héctor Guerrero Córdova, meksykański duchowny katolicki, prałat terytorialny Mixes
  - Sebastião Rocha, brazylijski piłkarz (zm. 1984)
  - Phyllis K. Siefker, amerykańska specjalistka z zakresu komunikacji społecznej (zm. 2002)
- 1942:
  - José Luis González, meksykański piłkarz (zm. 1995)
  - Félix Pons, hiszpański prawnik, wykładowca akademicki, polityk (zm. 2010)
  - Zbigniew Ratajczak, polski zapaśnik, trener, sędzia, działacz sportowy (zm. 2016)
  - Eliso Wirsaladze, gruzińska pianistka
- 1943:
  - Jan Kłosek, polski piłkarz, trener (zm. 2017)
  - Christian Skrzyposzek, polski prozaik, dramaturg, eseista (zm. 1999)
  - Marcos Valle, brazylijski wokalista, instrumentalista, producent muzyczny
- 1944:
  - Rowena Morrill, amerykańska malarka, ilustratorka (zm. 2021)
  - Günter Netzer, niemiecki piłkarz
  - Célio de Oliveira Goulart, brazylijski duchowny katolicki, biskup Leopoldina, Cachoeiro de Itapemirim i São João del Rei (zm. 2018)
  - Ryszard Rakowski, polski pedagog, działacz społeczny
  - Antoine Vũ Huy Chương, wietnamski duchowny katolicki, biskup Ðà Lạt
- 1945:
  - Kazimierz Bednarski, polski związkowiec (zm. 2010)
  - Jerzy Karpiński, polski reżyser i montażysta filmowy (zm. 2024)
  - Jan Kurp, polski nauczyciel, polityk, wojewoda podkarpacki (zm. 2023)
  - Aldo Poy, argentyński piłkarz
  - Wolfgang Seguin, niemiecki piłkarz
  - Bernard Tissier de Mallerais, francuski duchowny tradycjonalistyczny, biskup Bractwa Świętego Piusa X (zm. 2024)
  - Annamária Tóth, węgierska lekkoatletka, wieloboistka
  - Jerzy Zelnik, polski aktor
- 1946:
  - Ron Lewis, amerykański polityk
  - Wołodymyr Muntian, ukraiński piłkarz, trener pochodzenia mołdawskiego
  - Klaus Schrodt, niemiecki pilot cywilny i sportowy
  - Miroslav Zeman, czeski zapaśnik
- 1947:
  - Zofia Kulik, polska rzeźbiarka, fotografka
  - Sam Neill, nowozelandzki aktor, reżyser i scenarzysta filmowy pochodzenia irlandzkiego
  - Jean-Louis Papin, francuski duchowny katolicki, biskup Nancy
  - Roberto Pirillo, brazylijski aktor, reżyser teatralny i telewizyjny
  - Jerzy Popiełuszko, polski duchowny katolicki, kapelan NSZZ „Solidarność”, obrońca praw człowieka w PRL, błogosławiony (zm. 1984)
  - Philippe Vorbe, haitański piłkarz
- 1948:
  - Vincenzo Aita, włoski polityk
  - Ryszard Błachut, polski piłkarz (zm. 2017)
  - Robert Taylor, amerykański lekkoatleta, sprinter (zm. 2007)
  - Jarosław Edward Wenderlich, polski prawnik, działacz opozycji antykomunistycznej (zm. 2016)
- 1949:
  - Michael Häupl, austriacki polityk, samorządowiec, burmistrz Wiednia
  - Ed King, amerykański gitarzysta, członek zespołów Strawberry Alarm Clock i Lynyrd Skynyrd (zm. 2018)
  - Aleksandra Koszada, polska polityk, senator RP
  - Gérard Larcher, francuski polityk
  - Lech Morawski, polski prawnik, sędzia Trybunału Konstytucyjnego (zm. 2017)
  - Tommy Seebach, duński piosenkarz, kompozytor, producent muzyczny, organista, pianista (zm. 2003)
  - Fred Smith, amerykański gitarzysta, członek zespołu MC5 (zm. 1994)
- 1950:
  - Ilona Bruzsenyák, węgierska lekkoatletka, skoczkini w dal, sprinterka, płotkarka i wieloboistka
  - Robert Costanza, amerykański ekonomista
  - Günter Deckert, niemiecki kombinator norweski (zm. 2005)
  - Howard Deutch, amerykański reżyser filmowy i telewizyjny pochodzenia żydowskiego
  - Monica Forsberg, szwedzka piosenkarka, autorka tekstów, pisarka
  - Mathieu Grosch, belgijski polityk, eurodeputowany
  - Ademir Kenović, bośniacki reżyser, scenarzysta i producent filmowy
  - Paul Kossoff, brytyjski gitarzysta, członek zespołu Free (zm. 1976)
  - Barbara Książkiewicz, polska piosenkarka
  - Michael Reaves, amerykański pisarz, scenarzysta i producent filmowy (zm. 2023)
  - Wanda Spalińska, polska dziennikarka, poetka
  - Eugene Trinh, amerykański biochemik, kosmonauta pochodzenia wietnamskiego
  - Zoran Vraneš, serbski piłkarz, trener
- 1951:
  - Maria Biolik, polska językoznawczyni, wykładowczyni akademicka
  - Jerzy Dyner, polski elektryk, konstruktor, polityk, poseł na Sejm kontraktowy
  - Duncan Haldane, brytyjski fizyk, laureat Nagrody Nobla
  - Jacek Żuk-Żukowski, polski operator filmowy
- 1952:
  - Ryszard Gajewski, polski aktor
  - Zygmunt Karczewski, polski rolnik, polityk, poseł na Sejm kontraktowy
  - Zbigniew Kotecki, polski reżyser i operator filmów animowanych, fotografik, pedagog
  - Tadeusz Kuder, polski biolog, wykładowca akademicki
  - Pedro María Laxague, meksykański duchowny katolicki, biskup Zárate-Campana
  - César Antonio Molina, hiszpański dziennikarz, poeta, prozaik, polityk
  - Minczo Nikołow, bułgarski wioślarz
  - Margit Schumann, niemiecka saneczkarka (zm. 2017)
  - Jean Sévillia, francuski dziennikarz i pisarz katolicki pochodzenia hiszpańskiego
  - Jindřich Svoboda, czeski piłkarz
- 1953:
  - François Alfonsi, francuski matematyk, polityk
  - Jan Leitner, czeski lekkoatleta, skoczek w dal
  - Ján Slota, słowacki polityk
  - Robert Wisdom, amerykański aktor
  - Jacek Wiśniewski, polski piłkarz, bramkarz (zm. 2015)
- 1954:
  - Renata Berger, polska aktorka
  - Gilbert Dresch, luksemburski piłkarz
  - Maria Kowalik, polska aktorka, pisarka
  - Pierre Claver Malgo, burkiński duchowny katolicki, biskup Fada N’Gourma
  - Benoît Rivière, francuski duchowny katolicki, biskup Autun
- 1955:
  - Geraldine Brooks, amerykańska dziennikarka, pisarka pochodzenia australijskiego
  - Waldemar Głuchowski, polski aktor
  - Igor Potiakin, rosyjski pływak
  - Robert Prevost, amerykański duchowny katolicki, augustianin, doktor prawa kanonicznego, biskup Chiclayo i administrator apostolski „sede vacante” diecezji Callao w Peru, arcybiskup ad personam, przełożony generalny Zakonu św. Augustyna, kardynał, papież Leon XIV
  - Pier Vittorio Tondelli, włoski pisarz (zm. 1991)
- 1956:
  - Kostas Karamanlis, grecki polityk, premier Grecji
  - Ray Wilkins, angielski piłkarz, trener, komentator telewizyjny (zm. 2018)
- 1957:
  - Daniele Gianotti, włoski duchowny katolicki, biskup Cremy
  - Hans Heller, niemiecki aktor
  - Jerzy Jernas, polski dziennikarz, operator, scenarzysta, reżyser i producent filmowy
  - Milan Jurčo, słowacki kolarz szosowy
  - Grażyna Paturalska, polska polityk, poseł na Sejm RP
  - Helmut Schulte, niemiecki trener piłkarski
  - Tim Wallach, amerykański baseballista
  - Grażyna Wojcieszko, polska poetka
- 1958:
  - Serhij Ałeksiejew, ukraiński hokeista
  - Stanislovas Buškevičius, litewski polityk
  - John Herrington, amerykański pilot wojskowy i doświadczalny, astronauta
  - Silas Malafaia, brazylijski pastor zielonoświątkowy, pisarz, teleewangelista
  - Robert McCall, kanadyjski łyżwiarz figurowy (zm. 1991)
  - Waldemar Pieńkowski, polski inżynier budownictwa, samorządowiec, literat
- 1959:
  - Anna Archibald, nowozelandzka narciarka alpejska
  - Marek Bukowski, polski pisarz
  - Gary Cady, brytyjski aktor
  - Mary Crosby, amerykańska aktorka
  - Morten Harket, norweski wokalista, członek zespołu A-ha
  - Ferenc Hegedűs, węgierski szpadzista
  - Ireneusz Kłos, polski siatkarz, trener
  - Grzegorz Piątkowski, polski scenograf filmowy
- 1960:
  - Anthony Addabbo, amerykański aktor, model (zm. 2016)
  - Sergio Angulo, kolumbijski piłkarz, trener pochodzenia panamskiego
  - Mirko Bašić, chorwacki piłkarz ręczny, bramkarz
  - Brent Cooper, nowozelandzki judoka
  - Emił Czuprenski, bułgarski bokser
  - Melissa Leo, amerykańska aktorka
  - Christian Petzold, niemiecki reżyser i scenarzysta filmowy
  - Callum Keith Rennie, kanadyjski aktor pochodzenia szkockiego
  - Giovanni Renosto włoski kolarz torowy i szosowy
  - Juozas Rimkus, litewski polityk
  - Antal Róth, węgierski piłkarz, trener
  - Um Hong-gil, południowokoreański himalaista
- 1961:
  - Isabelle Dorsimond, belgijska wspinaczka sportowa
  - Tomasz Dziubiński, polski menedżer i producent muzyczny (zm. 2010)
  - Martina Gedeck, niemiecka aktorka
  - Grzegorz Ojrzyński, polski artysta fotograf
- 1962:
  - Przemysław Berent, polski menedżer, polityk, senator RP
  - Krzysztof Zajdel, polski prozaik, poeta, doktor nauk humanistycznych, nauczyciel
- 1963:
  - Tadeusz Chrzan, polski polityk, samorządowiec, starosta jarosławski, poseł na Sejm RP
  - Miroslav Čopjak, czeski trener piłkarski (zm. 2021)
  - Grzegorz Piechowiak, polski samorządowiec, polityk, poseł na Sejm RP
- 1964:
  - Borys (Baranow), rosyjski biskup prawosławny
  - Stephen Dunham, amerykański aktor, kaskader (zm. 2012)
  - Akyłbiek Dżaparow, kirgiski polityk
  - Faith Ford, amerykańska aktorka
  - Laurent Fournier, francuski piłkarz
  - Łukasz Kobiela, polski wokalista i gitarzysta bluesowy
  - Grażyna Lutosławska, polska dziennikarka, pisarka
  - Paoletta Magoni, włoska narciarka alpejska
  - Terrence Paul, kanadyjski wioślarz (sternik)
  - Tomasz Stryjek, polski historyk, politolog, wykładowca akademicki
- 1965:
  - Mariana Briski, argentyńska aktorka (zm. 2014)
  - Mark Dodd, amerykański piłkarz, bramkarz
  - Małgorzata Hajewska-Krzysztofik, polska aktorka, pedagog
  - Xavier Malle, francuski duchowny katolicki, biskup Gap
  - Dmitrij Miedwiediew, rosyjski prawnik, polityk, premier i prezydent Rosji
  - Michelle Stafford, amerykańska aktorka, scenarzystka i producentka filmowa
  - Lawon Wolski, białoruski gitarzysta, wokalista, członek zespołów: Mroja, Nowaje Nieba, N.R.M., Krambambula i Zet
- 1966:
  - Wartan Israjelian, ormiański piłkarz, działacz piłkarski
  - Nikola Jurčević, chorwacki piłkarz, trener
  - Łukasz (Lomidze), gruziński biskup prawosławny
  - Przemysław Maciołek, polski gitarzysta, członek zespołów Poluzjanci i Sistars (zm. 2015)
  - Morten Helveg Petersen, duński polityk, eurodeputowany
  - Iztok Puc, słoweński piłkarz ręczny (zm. 2011)
- 1967:
  - Allon Chazzan, izraelski piłkarz, trener
  - Ihor Łeonow, ukraiński piłkarz, trener
  - Ivan Masařík, czeski biathlonista
  - John Power, brytyjski piosenkarz
  - Michael Schmidt-Salomon, niemiecki filozof, publicysta, działacz ateistyczny
- 1968:
  - Pete Chilcutt, amerykański koszykarz
  - Siniša Ergotić, chorwacki lekkoatleta, skoczek w dal i sprinter
  - Adam Jelonek, polski socjolog, politolog, dyplomata, wykładowca akademicki
  - Josef Pröll, austriacki polityk
  - Władimir Sasimowicz, białoruski lekkoatleta, oszczepnik
  - Grant Shapps, brytyjski przedsiębiorca, polityk
- 1969:
  - Francesco Antonioli, włoski piłkarz, bramkarz
  - Bong Joon-ho, południowokoreański reżyser i scenarzysta filmowy
  - Joris Brenninkmeijer, holenderski szachista
  - Dariusz Marzec, polski piłkarz, trener
  - Grigorij Serper, amerykański szachista pochodzenia uzbeckiego
  - Rusłan Szczerbakow, rosyjski szachista
  - Monika Vana, austriacka polityk
- 1970:
  - Piotr Burlikowski, polski piłkarz, działacz piłkarski
  - Mike Burns, amerykański piłkarz
  - Francesco Casagrande, włoski kolarz szosowy
  - Chryste Gaines, amerykańska lekkoatletka, sprinterka
  - Gela Szekiladze, gruziński piłkarz
  - Katarzyna Szklarczuk, polska piłkarka ręczna
- 1971:
  - Rachid Benmahmoud, marokański piłkarz
  - André Matos, brazylijski piosenkarz (zm. 2019)
  - Kimberly Williams, amerykańska aktorka
- 1972:
  - Jens Deimel, niemiecki kombinator norweski, skoczek narciarski
  - Nakamura Shidō II, japoński aktor
- 1973:
  - Scott Higham, brytyjski perkusista, członek zespołu Pendragon
  - Andrew Lincoln, brytyjski aktor
  - Nas, amerykański raper, aktor
  - Pavel Novotný, czeski piłkarz
  - Andreas Schmidt, niemiecki piłkarz
- 1974:
  - Patrick van Balkom, holenderski lekkoatleta, sprinter
  - Sebastjan Cimirotič, słoweński piłkarz
  - Lindsey Durlacher, amerykański zapaśnik (zm. 2011)
  - Hicham El Guerrouj, marokański lekkoatleta, średnio- i długodystansowiec
  - Micheil Kekelidze, gruziński szachista
  - Wael Kfoury, libański piosenkarz, aktor
  - Iwona Konrad, polska lekkoatletka, płotkarka
  - Sékou Sangaré, malijski piłkarz
  - Yordi, hiszpański piłkarz
  - Zhang Guozheng, chiński sztangista
- 1975:
  - Tomás Campos, meksykański piłkarz
  - Shawn Christian, polityk z Pitcairn
  - Iliana Iwanowa, bułgarska ekonomistka, polityk
  - João Rafael Kapango, mozambicki piłkarz, bramkarz
  - Marijan Petrow, bułgarski szachista
  - Romain Poite, francuski sędzia rugby
  - Corneliu Porumboiu, rumuński reżyser i scenarzysta filmowy
  - Licia Ronzulli, włoska menedżerka, polityk
  - Marian Simion, rumuński bokser
- 1976:
  - Agustín Calleri, argentyński tenisista
  - Kevin Lyttle, piosenkarz z Saint Vincent i Grenadyn
  - Tomasz Oleksy, polski wspinacz sportowy
  - Roman Szczurenko, ukraiński lekkoatleta, skoczek w dal
- 1977:
  - Alex, brazylijski piłkarz
  - Malik Bendjelloul, szwedzki reżyser filmowy pochodzenia algierskiego (zm. 2014)
  - István Ferenczi, węgierski piłkarz
  - Konrad Raczkowski, polski ekonomista, urzędnik państwowy
  - Laura Räty, fińska lekarka, działaczka samorządowa, polityk
  - Fevzi Tuncay, turecki piłkarz, bramkarz
  - Yang Yang, chińska łyżwiarka szybka, specjalistka short tracku
- 1978:
  - Alexander Aas, norweski piłkarz
  - Marcin Bazylak, polski samorządowiec, prezydent Dąbrowy Górniczej
  - Ron DeSantis, amerykański polityk, kongresmen, gubernator Florydy
  - Carmen Kass, estońska modelka
  - Dariusz Łatka, polski piłkarz
  - Joanna Mihułka-Petru, polska polityk, poseł na Sejm RP
  - Silvia Navarro, meksykańska aktorka
  - Krzysztof Pecyna, polski żużlowiec
  - Mario Regueiro, urugwajski piłkarz
  - Teddy Park, koreańsko-amerykański raper
  - Elisabeth Willeboordse, holenderska judoczka
  - Charlie Winston, brytyjski muzyk, piosenkarz
- 1979:
  - Chris John, indonezyjski bokser
  - Iwan Kozoriz, ukraiński piłkarz
  - Jesse Marunde, amerykański strongman (zm. 2007)
  - Ivica Olić, chorwacki piłkarz
  - Ricardo Pereira, portugalski aktor, model, prezenter telewizyjny
  - Antônio Silva, brazylijski zawodnik MMA
- 1980:
  - Ayọ, niemiecka piosenkarka pochodzenia nigeryjsko-romskiego
  - Luis Horna, peruwiański tenisista
  - Pedro Moreno, kubański aktor, model
  - Ivan Radeljić, bośniacki piłkarz
  - Wołodymyr Rybin, ukraiński kolarz torowy i szosowy
- 1981:
  - Tanja Bakić, czarnogórska pisarka, tłumaczka
  - Agnieszka Drotkiewicz, polska pisarka
  - Sarah Dawn Finer, szwedzka piosenkarka, aktorka
  - Magdalena Kozioł, polska judoczka
  - Miyavi, japoński piosenkarz, aktor
  - Stefan Reisinger, niemiecki piłkarz
  - Ashley Roberts, amerykańska piosenkarka, aktorka, modelka, tancerka
  - Mario Rodríguez, gwatemalski piłkarz
  - Karolina Siódmiak, polska piłkarka ręczna
- 1982:
  - Sunrise Adams, amerykańska aktorka filmów porno
  - Piotr Moczydłowski, polski karateka
  - Petr Průcha, czeski hokeista
  - Kristen Renton, amerykańska aktorka
  - Mikołaj Szymyślik, polski piłkarz ręczny
- 1983:
  - Andres Ambühl, szwajcarski hokeista
  - Arasz Borhani, irański piłkarz
  - Mohammad Reza Chalatbari, irański piłkarz
  - Chosrou Hejdari, irański piłkarz
  - Filip Mirkułowski, macedoński piłkarz ręczny
  - Peter Wadabwa, malawijski piłkarz
  - Amy Winehouse, brytyjska piosenkarka, kompozytorka, autorka tekstów pochodzenia żydowskiego (zm. 2011)
- 1984:
  - Sonja Bertram, niemiecka aktorka
  - Gonzalo Castro, urugwajski piłkarz
  - Walerij Kaszuba, kirgiski piłkarz, bramkarz
  - Adam Lamberg, amerykański aktor pochodzenia żydowskiego
  - Aymen Mathlouthi, tunezyjski piłkarz, bramkarz
  - Zoriana Pyłypiuk, ukraińska siatkarka
  - Christopher Zeller, niemiecki hokeista na trawie
- 1985:
  - Vanessa Fernandes, portugalska triathlonistka
  - Paolo Gregoletto, amerykański basista, członek zespołu Trivium pochodzenia włoskiego
  - Fernando Morales, meksykański piłkarz
  - Daniel Rodrigo de Oliveira, brazylijski piłkarz
  - Anđelo Šetka, chorwacki piłkarz wodny
  - Aya Ueto, japońska aktorka, piosenkarka
  - Dilshad Vadsaria, amerykańska aktorka pochodzenia pakistańskiego
  - Dennis Wilke, niemiecki piłkarz ręczny
- 1986:
  - Ahmad Abdel-Halim, jordański piłkarz
  - Laura Castelli, włoska polityk
  - Luis Fuentes, meksykański piłkarz
  - Courtney Mathewson, amerykańska piłkarka wodna
  - Moon Sung-min, południowokoreański siatkarz
  - Steven Naismith, szkocki piłkarz
  - Barış Özbek, niemiecki piłkarz pochodzenia tureckiego
  - Berat Sadik, fiński piłkarz pochodzenia albańskiego
  - Ai Takahashi, japońska piosenkarka, aktorka
- 1987:
  - Alade Aminu, amerykański koszykarz
  - Alaksandr Bury, białoruski tenisista
  - Alicia Coutts, australijska pływaczka
  - Madeleine Giske, norweska piłkarka
  - Karolina Kedzierska, szwedzka taekwondzistka
  - Julie Kovářová, czeska siatkarka
  - Lee Ye-ra, południowokoreańska tenisistka
- 1988:
  - Anatolii Cîrîcu, mołdawski sztangista
  - Martin Fourcade, francuski biathlonista
  - Hayley Jones, brytyjska lekkoatletka, sprinterka
  - Michał Kołodziejczak, polski rolnik, polityk, poseł na Sejm RP, wiceminister rolnictwa i rozwoju wsi
  - Sean Maitland, nowozelandzki i szkocki rugbysta
  - Iwan Markow, bułgarski sztangista
  - Georgina Tarasiuk, polska piosenkarka
- 1989:
  - Jimmy Butler, amerykański koszykarz
  - Jessica Brown Findlay, brytyjska aktorka
  - Logan Henderson, amerykański aktor, tancerz, raper, piosenkarz
  - Jesse James, amerykański aktor
  - Ryan Rossiter, amerykańsko-japoński koszykarz
  - Magdalena Szabó, polska siatkarka
- 1990:
  - Douglas Costa, brazylijski piłkarz
  - Belinda Hocking, australijska pływaczka
  - Luiza Hryniewicz, polska pływaczka
  - HuczuHucz, polski raper
  - Pekka Jormakka, fiński hokeista
  - Sylwia Kusiak, polska pięściarka
  - Sam Lowes, brytyjski motocyklista wyścigowy
  - Juwon Oshaniwa, nigeryjski piłkarz
  - Pana Hema Taylor, nowozelandzki aktor
  - Anna Weinzieher, polska żeglarka sportowa
- 1991:
  - Ołeksandr Batiszczew, ukraiński piłkarz
  - Serdar Gürler, turecki piłkarz
  - Nikita Stalnow, kazachski kolarz szosowy
  - Wu Di, chiński tenisista
- 1992:
  - Raffaella Camet, peruwiańska siatkarka
  - Ramona Casimiro, polska koszykarka
  - Karl Toko Ekambi, kameruński piłkarz
  - Connor Fields, amerykański kolarz BMX
  - Ronny J, amerykański raper, autor tekstów, producent muzyczny
  - Kirsten Knip, holenderska siatkarka
  - Cassie Sharpe, kanadyjska narciarka dowolna
  - Sebastian Szypuła, polski kajakarz
  - Danielle Williams, jamajska lekkoatletka, płotkarka
- 1993:
  - Arkadiusz Borzdyński, polski piosenkarz, autor tekstów, kompozytor
  - Ashley Caldwell, amerykańska narciarka dowolna
  - Dmytro Dołhopołow, ukraiński siatkarz
  - Martin Konczkowski, polski piłkarz
  - Martynas Paliukėnas, litewski koszykarz
  - Noah Sadaoui, marokański piłkarz
- 1994:
  - María Sol Calvete, argentyńska siatkarka
  - Gary Harris, amerykański koszykarz
  - Daniel O’Shaughnessy, fiński piłkarz pochodzenia irlandzkiego
- 1995:
  - Fernando Calero, hiszpański piłkarz
  - Jevon Carter, amerykański koszykarz
  - Héctor Hernández Marrero, hiszpański piłkarz
  - Sander Sagosen, norweski piłkarz ręczny
- 1996:
  - Marina Mabrey, amerykańska koszykarka
  - Leo Woodall, brytyjski aktor
- 1997:
  - Saidu Fofanah, sierraleoński piłkarz
  - Jared Harper, amerykański koszykarz
  - Benjamin Ingrosso, szwedzki piosenkarz pochodzenia włoskiego
  - Andrij Jacenko, ukraiński zapaśnik
  - Dominic Solanke, angielski piłkarz pochodzenia nigeryjskiego
  - Kyryło Wesełowski, polski judoka pochodzenia ukraińskiego
- 1998 – Patryk Krężołek, polski hokeista
- 1999:
  - Anna Juppe, austriacka biathlonistka, biegaczka narciarska
  - Tom Schaar, amerykański skater
- 2000:
  - Ethan Ampadu, walijski piłkarz pochodzenia ghańsko-irlandzkiego
  - Nah’Shon Hyland, amerykański koszykarz
  - Indrit Tuci, albański piłkarz
- 2001:
  - Yūka Kagami, japońska zapaśniczka
  - Thayná Lemos, brazylijska judoczka
  - Li Ruifeng, amerykański szachista pochodzenia chińskiego
  - Ernest Terpiłowski, polski piłkarz
- 2002 – Pape Matar Sarr, senegalski piłkarz
- 2003:
  - Belhasan Azouzi, tunezyjski zapaśnik
  - Jett Howard, amerykański koszykarz
  - Justin Hubner, indonezyjsko-holenderski piłkarz

## Zmarli
- 9 p.n.e. – Druzus Starszy, wódz rzymski (ur. 38 p.n.e.)
- 23 – Druzus Młodszy, wódz rzymski (ur. 13 p.n.e.)
- 258 – Cyprian z Kartaginy, biskup, męczennik, święty (ur. ?)
- 407 – Jan Chryzostom, patriarcha Konstantynopola, święty (ur. ok. 350)
- 585 – Bidatsu, cesarz Japonii (ur. 538)
- 775 – Konstantyn V Kopronim, cesarz bizantyński (ur. ok. 718)
- 891 – Stefan V, papież (ur. ?)
- 1126 – Konstancja, księżniczka francuska, księżna Antiochii (ur. 1078)
- 1146 – Zengi, atabeg Mosulu (ur. 1087)
- 1164 – Sutoku, cesarz Japonii (ur. 1119)
- 1214 – Albert Avogadro, włoski duchowny katolicki, biskup Bobbio, biskup Vercelli, łaciński patriarcha Jerozolimy, męczennik, błogosławiony (ur. ok. 1149)
- 1321 – (lub 13 września) Dante Alighieri, włoski poeta (ur. 1265)
- 1401 – Dobrogost z Nowego Dworu, polski duchowny katolicki, biskup poznański i arcybiskup gnieźnieński (ur. 1355)
- 1404 – Albrecht IV Habsburg, książę Austrii (ur. 1377)
- 1435 – Jan Lancaster, angielski książę (ur. 1389)
- 1488 – Feliks Paniewski, polski szlachcic, wojskowy (ur. ?)
- 1492 – Maffeo Gherardi, włoski kardynał (ur. ok. 1406)
- 1523 – Hadrian VI, papież (ur. 1459)
- 1566 – Zygmunt Hohenzollern, niemiecki duchowny katolicki, arcybiskup Magdeburga i biskup Halberstadt (ur. 1538)
- 1605 – Jan Tarnowski, polski duchowny katolicki, arcybiskup gnieźnieński i prymas Polski (ur. 1550)
- 1622 – Alof de Wignacourt, wielki mistrz zakonu joannitów (ur. 1547)
- 1638 – John Harvard, amerykański pastor, założyciel Uniwersytetu Harvarda (ur. 1607)
- 1650 – Josias Rantzau, francuski dowódca wojskowy, marszałek Francji pochodzenia duńsko-niemieckiego (ur. 1609)
- 1712 – Giovanni Cassini, włoski astronom, matematyk, geodeta, numizmatyk (ur. 1625)
- 1743 – Nicolas Lancret, francuski malarz (ur. 1690)
- 1745 – Martino Altomonte, włoski malarz (ur. 1657)
- 1752 – Philippe Charles de La Fare, francuski arystokrata, dyplomata, wojskowy (ur. 1687)
- 1759 – Louis-Joseph de Montcalm, francuski arystokrata, generał (ur. 1712)
- 1775 – Janusz Aleksander Sanguszko, polski szlachcic, polityk (ur. 1712)
- 1776 – Samuel Głowiński, polski duchowny katolicki, biskup pomocniczy lwowski (ur. 1703)
- 1806 – Janusz Modest Sanguszko, polski szlachcic, polityk (ur. 1749)
- 1807 – George Townshend, brytyjski arystokrata, marszałek polny (ur. 1724)
- 1810 – Wilhelm Florentin von Salm-Salm, austriacki duchowny katolicki, arcybiskup metropolita praski, prymas Czech (ur. 1745)
- 1815 – Jan Dufresse, francuski misjonarz, biskup, męczennik, święty (ur. 1750)
- 1820:
  - François-Joseph Lefebvre, francuski dowódca wojskowy, marszałek Francji, książę Gdańska (ur. 1755)
  - Johann Gottlieb Tietz, pruski dyplomata, radca handlowy (ur. 1749)
- 1821:
  - Heinrich Kuhl, niemiecki przyrodnik, zoolog, mykolog (ur. 1797)
  - Stanisław Kostka Potocki, polski pisarz, historyk, polityk, prezes Rady Stanu i Rady Ministrów Księstwa Warszawskiego, prezes Senatu Królestwa Polskiego (ur. 1755)
- 1824:
  - Serapion (Aleksandrowski), rosyjski biskup prawosławny (ur. 1747)
  - Stanisław Adam Badeni, polski ziemianin, polityk (ur. 1746)
- 1833 – Merlin de Thionville, francuski polityk, rewolucjonista (ur. 1762)
- 1836 – Aaron Burr, amerykański polityk, wiceprezydent USA (ur. 1756)
- 1849 – Józef Czyżewski, polski generał brygady (ur. 1774)
- 1850 – Franciszek Ksawery Giżycki, polski hrabia, ziemianin, wydawca, kartograf (ur. 1786)
- 1851 – James Fenimore Cooper, amerykański pisarz (ur. 1789)
- 1852:
  - Augustus Welby Northmore Pugin, brytyjski architekt (ur. 1812)
  - Arthur Wellesley, brytyjski arystokrata, wojskowy, polityk, premier Wielkiej Brytanii (ur. 1769)
- 1879 – Edmund Taczanowski, polski generał, uczestnik powstania styczniowego (ur. 1822)
- 1884 – Jakub Natanson, polski chemik, finansista pochodzenia żydowskiego (ur. 1832)
- 1885 – Gustav Becker, niemiecki zegarmistrz, producent zegarów (ur. 1819)
- 1888 – Karl von Prantl (starszy), niemiecki filozof, filolog klasyczny (ur. 1820)
- 1889 – Narcisse-Fortunat Belleau, kanadyjski prawnik, przedsiębiorca, polityk (ur. 1808)
- 1891 – Johannes Bosboom, holenderski malarz, litograf (ur. 1817)
- 1893 – Louis Ruchonnet, szwajcarski polityk, prezydent Szwajcarii (ur. 1834)
- 1898 – William Seward Burroughs, amerykański przedsiębiorca, wynalazca (ur. 1855)
- 1900 – Thomas Davidson, szkocko-amerykański filozof, wykładowca akademicki (ur. 1840)
- 1901 – William McKinley, amerykański polityk, prezydent USA (ur. 1843)
- 1902 – Karol Dzieduszycki, polski hrabia, ziemianin, polityk (ur. 1847)
- 1905:
  - Christian Behrens, niemiecki rzeźbiarz (ur. 1852)
  - Deszcz w Twarz, północnoamerykański wódz indiański (ur. ok. 1835)
  - Pierre Savorgnan de Brazza, francusko-włoski badacz i odkrywca Afryki Centralnej (ur. 1852)
- 1913:
  - Urban von Feilitzen, szwedzki eseista, krytyk literacki (ur. 1834)
  - Artur Goebel, polski architekt (ur. 1835)
- 1914 – George Hutson, brytyjski lekkoatleta, długodystansowiec, żołnierz (ur. 1889)
- 1915 – Max Giemsa, niemiecki architekt, polityk (ur. 1862)
- 1916:
  - Pierre Duhem, francuski fizyk, matematyk, historyk nauki (ur. 1861)
  - Émile Maitrot, francuski kolarz torowy (ur. 1882)
  - Josiah Royce, amerykański filozof (ur. 1855)
- 1918 – Nikołaj Rasza, rosyjski pułkownik (ur. 1877)
- 1919:
  - Ignacy Dzierżanowski, polski duchowny katolicki, działacz niepodległościowy (ur. 1845)
  - Stanisław Piotrowski, polski ekonomista, prawnik, socjolog (ur. 1849)
  - Jan Taubenhaus, polski szachista (ur. 1850)
- 1920:
  - Juliusz Merak, polski major piechoty (ur. 1895)
  - Tadeusz Orłowski, polski podporucznik piechoty (ur. 1895)
  - Walenty Staniszewski, polski prawnik, adwokat, polityk (ur. 1859)
  - Siemion Wiengierow, rosyjski historyk literatury i myśli społecznej, bibliograf (ur. 1845)
  - Walerian Zamiara, polski kapral piechoty (ur. 1902)
- 1921 – Jarogniew Drwęski, polski prawnik, działacz narodowy i społeczny, polityk, prezydent Poznania (ur. 1875)
- 1923 – Edward Millen, australijski dziennikarz, polityk pochodzenia brytyjskiego (ur. 1860)
- 1924 – Conrad Magnusson, amerykański przeciągacz liny (ur. 1874)
- 1926:
  - John Dreyer, irlandzki astronom pochodzenia duńskiego (ur. 1852)
  - Ławr Proskurjakow, rosyjski uczony, konstruktor mostów (ur. 1858)
- 1927:
  - Hugo Ball, niemiecki prozaik, poeta (ur. 1886)
  - Isadora Duncan, amerykańska tancerka (ur. 1877)
  - Franz Lender, rosyjski konstruktor broni artyleryjskiej (ur. 1881)
- 1928 – Jan Zawidzki, polski fizykochemik, polityk (ur. 1866)
- 1931:
  - Fritz Foerster, niemiecki chemik, wykładowca akademicki (ur. 1866)
  - Francesco Ragonesi, włoski kardynał, nuncjusz apostolski (ur. 1850)
  - Tom Roberts, australijski malarz (ur. 1856)
  - Teofil Wojciech Talikowski, polski przemysłowiec (ur. 1860)
- 1932:
  - Alexandre Altmann, francuski malarz pochodzenia żydowskiego (ur. 1878)
  - Paul Gorguloff, rosyjski zamachowiec (ur. 1895)
- 1936:
  - Czesław Domaniewski, polski architekt, wykładowca akademicki (ur. 1861)
  - Osip Gabriłowicz, amerykański kompozytor, dyrygent pochodzenia rosyjsko-żydowskiego (ur. 1878)
  - Irving Thalberg, amerykański producent filmowy (ur. 1899)
- 1937 – Tomáš Garrigue Masaryk, czeski polityk, prezydent Czechosłowacji (ur. 1850)
- 1938 – Albert Geyer, niemiecki architekt, historyk sztuki (ur. 1846)
- 1939:
  - Mirosław Leśniewski, polski kapitan pilot (ur. 1903)
  - Włodzimierz Łomski, polski podporucznik pilot (ur. 1914)
  - Ignacy Pilwiński, polski podpułkownik piechoty (ur. 1896)
- 1940:
  - Georgia Coleman, amerykańska skoczkini do wody (ur. 1912)
  - Aleksander Piotrowski, polski redemptorysta, poeta (ur. 1882)
- 1941 – Michaił Astaszkin, radziecki pilot wojskowy, as myśliwski (ur. 1908)
- 1942:
  - Richard Ehrlich, niemiecki architekt pochodzenia żydowskiego (ur. 1866)
  - Amelia Rotter-Jarnińska, polska aktorka (ur. 1879)
- 1943:
  - Rune Carlsson, szwedzki piłkarz (ur. 1909)
  - Hysni Lepenica, albański nauczyciel, polityk, działacz ruchu oporu (ur. 1900)
- 1944 – Polegli w powstaniu warszawskim:
  - Alicja Czerwińska, polska starszy strzelec, łączniczka, żołnierz AK (ur. 1926)
  - Dawid Goldman, polski strzelec podchorąży, żołnierz AK (ur. ?)
  - Jan Kozubek, polski porucznik, żołnierz AK (ur. 1915)
  - Mikołaj Majewski, polski generał (ur. 1880)
  - Jerzy Niedzielski, polski kapral podchorąży, żołnierz AK (ur. 1924)
  - Bożenna Rażniewska, polska łączniczka, żołnierz AK, harcerka Szarych Szeregów (ur. 1925)
  - Irena Schirtładze, polska sanitariuszka, żołnierz AK w batalionie „Parasol” pochodzenia gruzińskiego (ur. 1928)
  - Zdzisław Wasserberger, polski plutonowy, żołnierz AK (ur. 1925)
- 1949 – Władysław Gurgacz, polski jezuita, uczestnik podziemia antykomunistycznego, kapelan Polskiej Podziemnej Armii Niepodległościowej (ur. 1914)
- 1951 – Fritz Busch, niemiecki dyrygent (ur. 1890)
- 1952 – Robert Crawshaw, brytyjski piłkarz wodny (ur. 1869)
- 1953 – Karl Geiler, niemiecki prawnik, adwokat, wykładowca akademicki, polityk (ur. 1878)
- 1954 – Moje Öholm, szwedzki łyżwiarz szybki (ur. 1883)
- 1955 – Lagi von Ballestrem, niemiecka działaczka antynazistowska (ur. 1909)
- 1956 – Wasilij Szestakow, radziecki polityk (ur. 1891)
- 1957 – Tadeusz Rogalski, polski lekarz, anatom, wykładowca akademicki (ur. 1881)
- 1958 – Stanisław Bieńkowski, polski profesor nauk o zarządzaniu (ur. 1882)
- 1959:
  - Konrad Sychalla, niemiecki polityk komunistyczny (ur. 1888)
  - Maria Wojciechowska, polska pierwsza dama (ur. 1869)
- 1962:
  - Erkki Raappana, fiński generał major (ur. 1893)
  - Frederick Schule, amerykański lekkoatleta, płotkarz pochodzenia niemieckiego (ur. 1879)
- 1963 – Harry Sørensen, duński gimnastyk (ur. 1892)
- 1964:
  - Wasilij Grossman, rosyjski pisarz, dziennikarz, dysydent pochodzenia żydowskiego (ur. 1905)
  - Jazep Puszcza, białoruski poeta (ur. 1902)
  - FitzRoy Somerset, brytyjski arystokrata, naukowiec amator (ur. 1885)
- 1965 – Feliks Kwiatek, polski podpułkownik dyplomowany piechoty, dziennikarz, działacz socjalistyczny (ur. 1886)
- 1966:
  - Gertrude Berg, amerykańska aktorka (ur. 1894)
  - Alexandre Bioussa, francuski rugbysta (ur. 1901)
  - Nikołaj Czerkasow, rosyjski aktor (ur. 1903)
  - Cemal Gürsel, turecki generał, polityk, prezydent Turcji (ur. 1895)
- 1967:
  - Abd al-Hakim Amir, egipski marszałek polny, polityk, minister obrony i wiceprezydent (ur. 1919)
  - Emil Chaberski, polski aktor, reżyser filmowy (ur. 1891)
- 1968 – William Henry McMaster, amerykański finansista, polityk (ur. 1877)
- 1969:
  - Edmund Beyl, niemiecki polityk nazistowski (ur. 1901)
  - Henryk Hosowicz, polski dyrygent chóralny, pedagog (ur. 1910)
  - Jan Ozga, polski polityk, poseł na Sejm PRL (ur. 1922)
- 1970 – Rudolf Carnap, niemiecki filozof, logik, matematyk, wykładowca akademicki (ur. 1891)
- 1972:
  - Louise Arner Boyd, amerykańska podróżniczka, odkrywczyni, fotografka (ur. 1887)
  - Arnaldo Carli, włoski kolarz torowy i szosowy (ur. 1901)
  - Janusz Optołowicz, polski etnograf, muzealnik (ur. 1915)
- 1973:
  - Julian Michał Lambor, polski hydrotechnik, hydrolog, meteorolog (ur. 1901)
  - Vladimír Syrovátka, czechosłowacki kajakarz, kanadyjkarz (ur. 1908)
- 1975 – Michał Flakowski, polski gawędziarz ludowy (ur. 1891)
- 1976 – William Augustus Read, amerykański kontradmirał (ur. 1895)
- 1977 – Shōgo Kamo, japoński piłkarz (ur. 1915)
- 1978 – Zenon Kosidowski, polski pisarz (ur. 1898)
- 1979 – Nur Mohammad Taraki, afgański pisarz, polityk, prezydent Afganistanu (ur. 1917)
- 1980:
  - José María Gil-Robles, hiszpański adwokat, polityk (ur. 1898)
  - Edward Kozikowski, polski prozaik, poeta (ur. 1891)
- 1981 – Yasuji Kiyose, japoński kompozytor (ur. 1900)
- 1982:
  - Vladislao Cap, argentyński piłkarz, trener pochodzenia polsko-węgierskiego (ur. 1934)
  - Baszir al-Dżumajjil, libański dowódca wojskowy, polityk, prezydent Libanu (ur. 1947)
  - Kristján Eldjárn, islandzki archeolog, polityk, prezydent Islandii (ur. 1916)
  - John Gardner, amerykański pisarz, krytyk literacki (ur. 1933)
  - Grace Grimaldi, amerykańska aktorka, księżna Monako (ur. 1929)
- 1984 – Janet Gaynor, amerykańska aktorka (ur. 1906)
- 1985 – Antoni Koncman, polski kolejarz, działacz turystyczny (ur. 1902)
- 1987 – Octave Dayen, francuski kolarz torowy i szosowy (ur. 1906)
- 1989 – Jan Kalemba, polski rolnik, żołnierz (ur. 1899)
- 1990 – Leonid Iwanow, rosyjski piłkarz, bramkarz, trener (ur. 1921)
- 1991:
  - Mieczysław Czechowicz, polski aktor, piosenkarz (ur. 1930)
  - František Vaňák, czeski duchowny katolicki, arcybiskup ołomuniecki (ur. 1916)
- 1993 – Geo Bogza, rumuński krytyk literacki, poeta, dziennikarz (ur. 1908)
- 1995:
  - Bogusz Bilewski, polski aktor (ur. 1930)
  - Jan Vanýsek, czeski okulista, wykładowca akademicki (ur. 1910)
- 1996 – Ryszard Pietruski, polski aktor (ur. 1922)
- 1998 – Yang Shangkun, chiński polityk, przewodniczący ChRL (ur. 1907)
- 1999:
  - Charles Crichton, brytyjski reżyser filmowy i telewizyjny (ur. 1910)
  - Leon Śliwiński, polski działacz konspiracyjny (ur. 1915)
- 2000:
  - Mieczysław Bibrowski, polski prawnik, dziennikarz, poeta, tłumacz (ur. 1908)
  - Frederick Erroll, brytyjski polityk (ur. 1914)
  - Jerzy Giedroyc, polski publicysta, działacz emigracyjny (ur. 1906)
  - Beah Richards, amerykańska aktorka (ur. 1920)
- 2001 – Joanna Michałowska-Gumowska, polska nauczycielka, polityk, minister oświaty i wychowania (ur. 1945)
- 2002 – Jim Barnes, amerykański koszykarz (ur. 1941)
- 2003 – Karl Sutter, niemiecki lekkoatleta, tyczkarz (ur. 1914)
- 2004:
  - Janina Jarzynówna-Sobczak, polska tancerka, choreograf, aktorka (ur. 1915)
  - Marek Rudnicki, polski grafik, ilustrator książek (ur. 1927)
  - Ove Sprogøe, duński aktor (ur. 1919)
- 2005:
  - Vladimir Volkoff, francuski pisarz (ur. 1932)
  - Robert Wise, amerykański reżyser filmowy (ur. 1914)
- 2006:
  - Mickey Hargitay, węgierski aktor, kulturysta (ur. 1926)
  - Włodzimierz Tyszler, polski śpiewak operowy (bas-baryton) (ur. 1944)
- 2007:
  - Maria Hensel, polska etnograf (ur. 1920)
  - Stanisław Leszek Olszewski, polski działacz społeczny (ur. 1929)
- 2008:
  - Waldemar Świrgoń, polski polityk, dziennikarz (ur. 1953)
  - Giennadij Troszew, rosyjski generał (ur. 1947)
- 2009:
  - Henry Gibson, amerykański aktor (ur. 1935)
  - Darren Sutherland, irlandzki bokser (ur. 1982)
  - Patrick Swayze, amerykański aktor, piosenkarz, tancerz, choreograf (ur. 1952)
  - Paweł Zugaj, polski kolarz szosowy (ur. 1979)
- 2010:
  - Giennadij Gierasimow, radziecki i rosyjski dziennikarz, dyplomata (ur. 1930)
  - Krzysztof Jasiński, polski futsalista (ur. 1976)
  - Maria Probosz, polska aktorka (ur. 1961)
- 2011:
  - Jerzy Jurek, polski akordeonista, pedagog (ur. 1945)
  - Rudolf Mößbauer, niemiecki fizyk, laureat Nagrody Nobla (ur. 1929)
  - Jerzy Pilch-Kowalczyk, polski inżynier, informatyk, konstruktor (ur. 1935)
- 2012 – Louis Simpson, amerykański poeta pochodzenia jamajskiego (ur. 1923)
- 2013:
  - Maksym Biły, ukraiński piłkarz (ur. 1989)
  - Faith Leech, australijska pływaczka (ur. 1941)
- 2014 – Miroslav Hlinka, słowacki hokeista (ur. 1972)
- 2015:
  - Jurij Afanasjew, rosyjski historyk, polityk (ur. 1934)
  - Fred DeLuca, amerykański przedsiębiorca (ur. 1947)
  - Paweł Sobek, polski piłkarz (ur. 1929)
  - Corneliu Vadim Tudor, rumuński dziennikarz, polityk (ur. 1949)
- 2016:
  - Krystyna Długosz-Kurczabowa, polska filolog (ur. 1940)
  - Tadeusz Łapiński, polski grafik (ur. 1928)
  - Andrzej Serediuk, polski kolarz szosowy (ur. 1959)
  - Krystyna Wolińska-Preyzner, polska autorka tekstów piosenek (ur. 1920)
- 2017:
  - Grant Hart, amerykański gitarzysta, perkusista, wokalista, członek zespołów: Hüsker Dü i Nova Mob (ur. 1961)
  - Marcel Herriot, francuski duchowny katolicki, biskup Verdun i Soissons (ur. 1934)
- 2018 – Maciej Kaziński, polski muzykolog, śpiewak, multiinstrumentalista, kompozytor (ur. 1967)
- 2019 – Barbara Kryżan-Stanojević, polska językoznawczyni (ur. 1947)
- 2020:
  - Petko Christow, bułgarski duchowny katolicki, biskup nikopolski (ur. 1950)
  - Břetislav Enge, czeski kierowca wyścigowy (ur. 1950)
  - Al Kasha, amerykański kompozytor muzyki filmowej (ur. 1937)
  - Mieczysław Kwiecień, polski duchowny zielonoświątkowy, biblista, kaznodzieja (ur. 1936)
  - Andrzej Stalmach, polski lekkoatleta, skoczek w dal (ur. 1942)
- 2021:
  - David Yonggi Cho, południowokoreański duchowny zielonoświątkowy, ewangelista, starszy pastor, założyciel Kościoła Pełnej Ewangelii Yoido (ur. 1936)
  - Wiktor Kazancew, rosyjski dowódca wojskowy, generał armii (ur. 1946)
  - Jan Kucz, polski rzeźbiarz, pedagog (ur. 1936)
  - Norm Macdonald, kanadyjski komik, aktor, scenarzysta filmowy i telewizyjny (ur. 1959)
  - Guillermo Ortiz Mondragón, meksykański duchowny katolicki, biskup Cuautitlán (ur. 1947)
  - Jurij Siedych, ukraiński lekkoatleta, młociarz (ur. 1955)
- 2022:
  - Géza Csapó, węgierski kajakarz (ur. 1950)
  - Robert Maginnis, amerykański duchowny katolicki, biskup pomocniczy Filadelfii (ur. 1933)
  - Irini Papas, grecka aktorka (ur. 1929)
  - Rudolf Pastucha, polski duchowny luterański, biskup diecezji katowickiej (ur. 1936)
  - Bill Pearl, amerykański kulturysta, autor książek, trener (ur. 1930)
  - Henry Silva, amerykański aktor (ur. 1926)
- 2023:
  - Marcel Agboton, beniński duchowny katolicki, biskup Kandi i Porto Novo, arcybiskup Kotonu (ur. 1941)
  - Basil van Rooyen, południowoafrykański kierowca wyścigowy, wynalazca (ur. 1939)
- 2024:
  - Otis Davis, amerykański lekkoatleta, sprinter (ur. 1932)
  - Andrzej Jedynak, polski inżynier, polityk, minister przemysłu maszyn ciężkich i rolniczych, wicepremier (ur. 1932)
  - Gheorghe Mulțescu, rumuński piłkarz, trener (ur. 1951)
  - Dżabir Mubarak al-Hamad as-Sabah, kuwejcki szejk, polityk, minister obrony, minister spraw wewnętrznych, premier Kuwejtu (ur. 1942)
  - Andrzej Zieliński, polski inżynier, wykładowca akademicki, polityk, minister łączności (ur. 1934)